# Shangyi (köping i Kina)
Shangyi (kinesiska: 尚义镇, 尚义) är en köping i Kina. Den ligger i provinsen Sichuan, i den sydvästra delen av landet, omkring 70 kilometer sydväst om provinshuvudstaden Chengdu. Antalet invånare är 38 801. Befolkningen består av 19 606 kvinnor och 19 195 män. Barn under 15 år utgör 11,0 %, vuxna 15-64 år 75 %, och äldre över 65 år 12,0 %.
Genomsnittlig årsnederbörd är 1 367 millimeter. Den regnigaste månaden är juli, med i genomsnitt 383 mm nederbörd, och den torraste är januari, med 12 mm nederbörd.